# Siamesisch-Vietnamesischer Krieg 1841–1845
Der Siamesisch-Vietnamesische Krieg 1841–1845 war eine bewaffnete Auseinandersetzung zwischen Siam (Vorläufer des heutigen Thailands) und Vietnam um die Vorherrschaft in Kambodscha.

## Vorgeschichte
Nach dem Siamesisch-Kambodschanischen Krieg 1831–1834 hatte König Ang Chan II. (1791 bis 1835) seinen Thron mit Hilfe der Vietnamesen erneut bestiegen und den von Siam eingesetzten Usurpator verdrängt. Die Kambodschaner mussten jedoch bald feststellen, dass sie nur die siamesische mit der vietnamesischen Oberherrschaft vertauscht hatten. Nach dem Tode Ang Chans herrschten die Vietnamesen nur noch unverhohlener, indem sie eine Königin von ihren Gnaden auf den Thron setzten, Ang Mei. Als die Vietnamesen immer repressiver wurden, kam es 1841 zu einem Volksaufstand der Kambodschaner, bei dem viele Angehörige der Oberschicht getötet wurden. Ohne Hilfe konnten sie dennoch nicht gegen die Übermacht der Vietnamesen mit ihren rund 50 Garnisonen bestehen oder diese gar aus dem Land jagen. 
Die Kambodschaner wandten sich an Siam um Hilfe, wo Ang Chans jüngster Sohn, Ang Duong (1791 bis 1860), im Exil lebte. König Rama III. war nur zu gerne bereit, die Kambodschaner zu unterstützen, sah er doch die Gelegenheit, den vietnamesischen Einfluss in der Region zu schwächen.

## Militärischer Konflikt
Der siamesische König Rama III. beauftragte seinen erfahrenen General Phaya Bodindecha mit dem Aufbau einer Invasionsarmee nach Kambodscha. Nach dem Ende der Regenzeit 1841 kehrte Ang Duong mit einer siamesischen Militäreskorte aus dem Exil zurück, um den kambodschanischen Thron zu besteigen. 
Dies brachte die vietnamesischen Truppen sofort auf den Plan, die aus den zahlreichen Garnisonen sowohl die kambodschanischen Aufständischen als auch die siamesischen Soldaten zu bekämpfen begannen. Da ihre Kräfte jedoch unterlegen waren, wurden sie nach und nach von Nachschub abgeschnitten und schließlich geschlagen. Dennoch zogen sie nicht ab, sondern setzten den Kampf fort und konnten damit den Siegeswillen der Siamesen schwächen.

## Friedensschluss und Folgen
1845 wurde ein Friedensvertrag zwischen Siam und Vietnam geschlossen, der eine gemeinsame Herrschaft über Kambodscha vorsah, wobei die Siamesen mehr Einfluss erhielten als die Vietnamesen. Als König wurde der von den Siamesen favorisierte Ang Duong (reg. 1845 bis 1860) eingesetzt und 1848 gekrönt, der als großer König in die kambodschanische Geschichte eingegangen ist. 